# Свеаборг
Свеабо́рг (швед.  Sveaborg, Свеаборй — крепость Свеа) или Су́оменлинна (фин.  лат. Suomenlinna — крепость Финляндии), — бастионная система укреплений на островах близ столицы Финляндии Хельсинки. Административно — район города Хельсинки. С XVIII до середины XX века укрепления защищали Гельсингфорс с моря, с 1960-х годов — музей и жилой район.

## Волчьи шхеры
Укрепления крепости построены на 7 скалистых островах, названных «Волчьими шхерами» (фин. Susisaaret, швед. Vargskär).
В район Суоменлинна входят восемь островов. Пять из них: Кустаанмиекка, Исо-Мустасаари, Пикку-Мустасаари, Лянси-Мустасаари и Сусисаари соединены между собой мостами или косами. Три острова обособлены: Сярккя, Лонна и Порместаринлуодот.

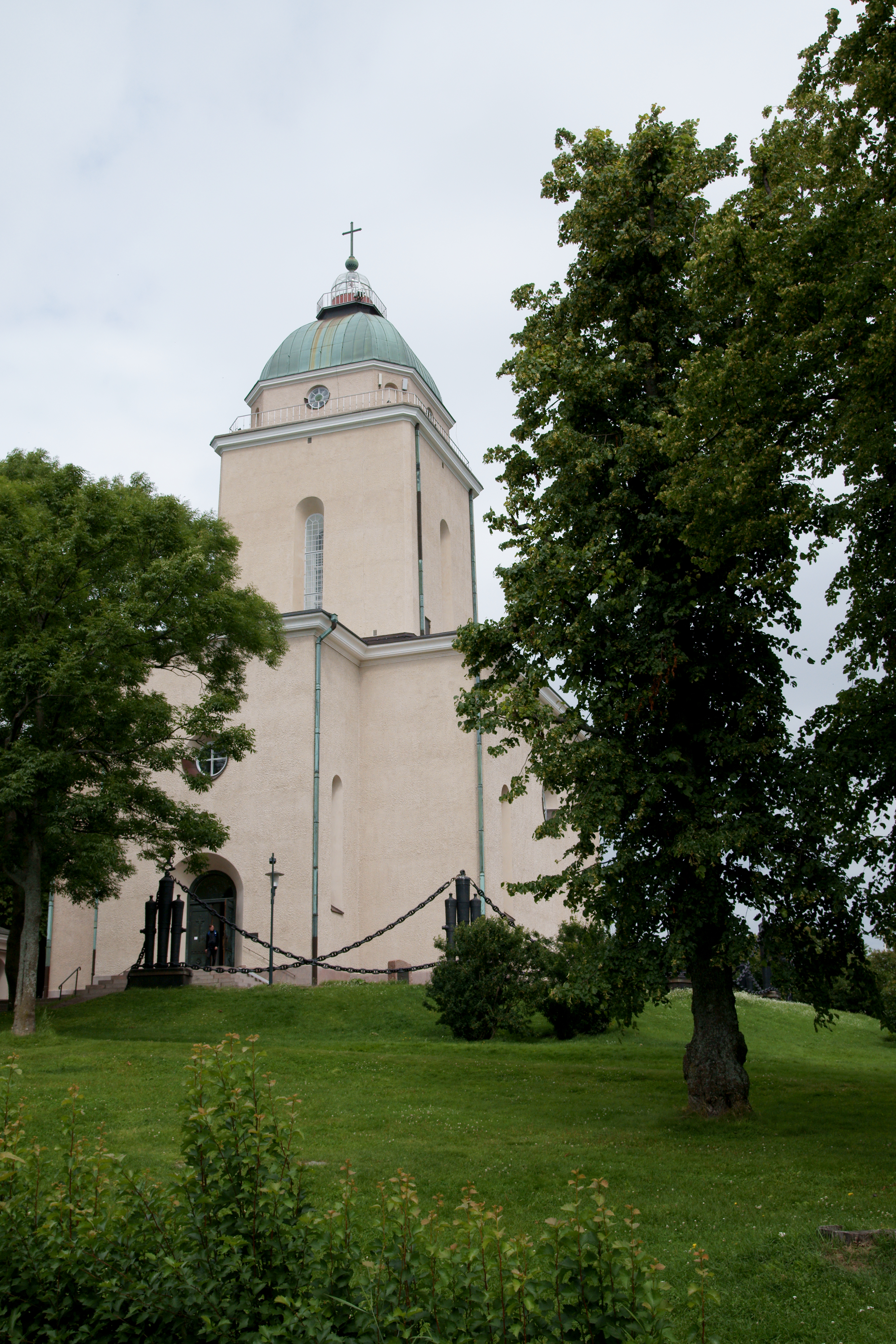
Перестроенная православная церковь русского гарнизона, построенная в 1854 году (арх. К. Тон)

Кустаанмиекка — самый южный из пяти связанных островов. Он связан с Сусисаари узким перешейком, по которому проходит оборонительный вал и, строго говоря, является полуостровом. На южной оконечности находятся бастионы с орудиями и Королевские ворота. В центре острова в скалистой породе имеется несколько небольших водоемов. Остров Сусисаари расположен в центре крепости между Кустаанмиекка и Исо-Мустасаари. На острове множество бастионов, музей таможни, подводные лодки. Остров отделяется от Исо-Мустасаари узким проливом через который перекинут деревянный мост. Исо-Мустасаари — наиболее застроенный центр гарнизона, расположенный на северо-востоке. Здесь размещается церковь, музей крепости, музей кукол и главная пристань. Лянси-Мустасаари и Пикку-Мустасаари расположены на северо-западе, они соединяются мостом, а Пикку-Мустасаари соединён мостом с Исо-Мустасаари.
Общая площадь островов составляет 80 гектаров. На них проживает около 900 человек.

## Название
После постройки крепость получила шведское название Свеаборг (Sveaborg — «Шведская крепость»). На финском языке за ней закрепилось название Виапори (Viapori), которое произошло от шведского наименования.
13 мая 1918 года, вскоре после провозглашения независимости Финляндии, крепость указом сената переименована в Суоменлинна (Suomenlinna — «Финская крепость»).

## История

### В составе шведского королевства
Решение об укреплении Волчьих шхер было принято шведским правительством после окончания русско-шведской войны 1741—1743 годов и заключения Абоского мира (1743).
В 1746 году (1747) руководить фортификационными работами с целью укрепления русско-шведской границы было поручено 36-летнему майору Августину Эренсверду, при содействии архитектора Тунберга.
Кроме того, в 1756 году по инициативе Эренсверда был реорганизован шведский галерный флот, который получил теперь название армейского. Его главной базой стал нововозведённый Свеаборг. В этом же году Эренсверд был произведён в генерал-майоры.
В 1748—1758 годах был сооружён теперешний Кустаанмиекка (Густавссверд). Все работы закончены в 1770 году и обошлись в 25 млн риксдалеров.
В 1808 году во время русско-шведской войны крепость была осаждена русскими и сдана после непродолжительной осады. Свеаборг сдался 26 апреля. Победителям досталось 7,5 тысяч пленных, более 2 тысяч орудий, огромные запасы всякого рода и 110 военных судов. Комендантом Свеаборга был назначен русский генерал Михаил Леонтьевич Булатов.

### Великое княжество Финляндское

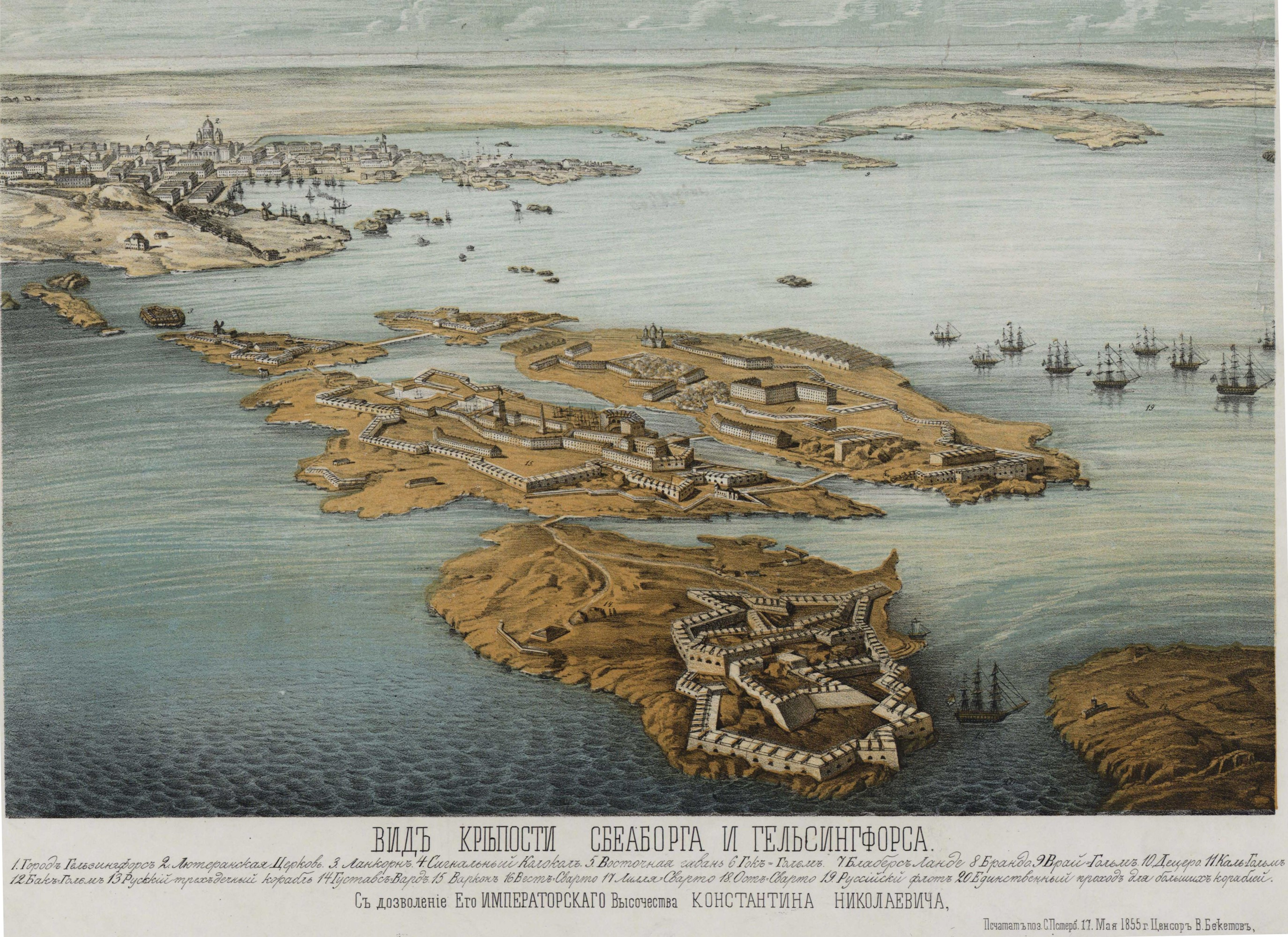
Вид крепости Свеаборг и Гельсинфорса в 1855 году.

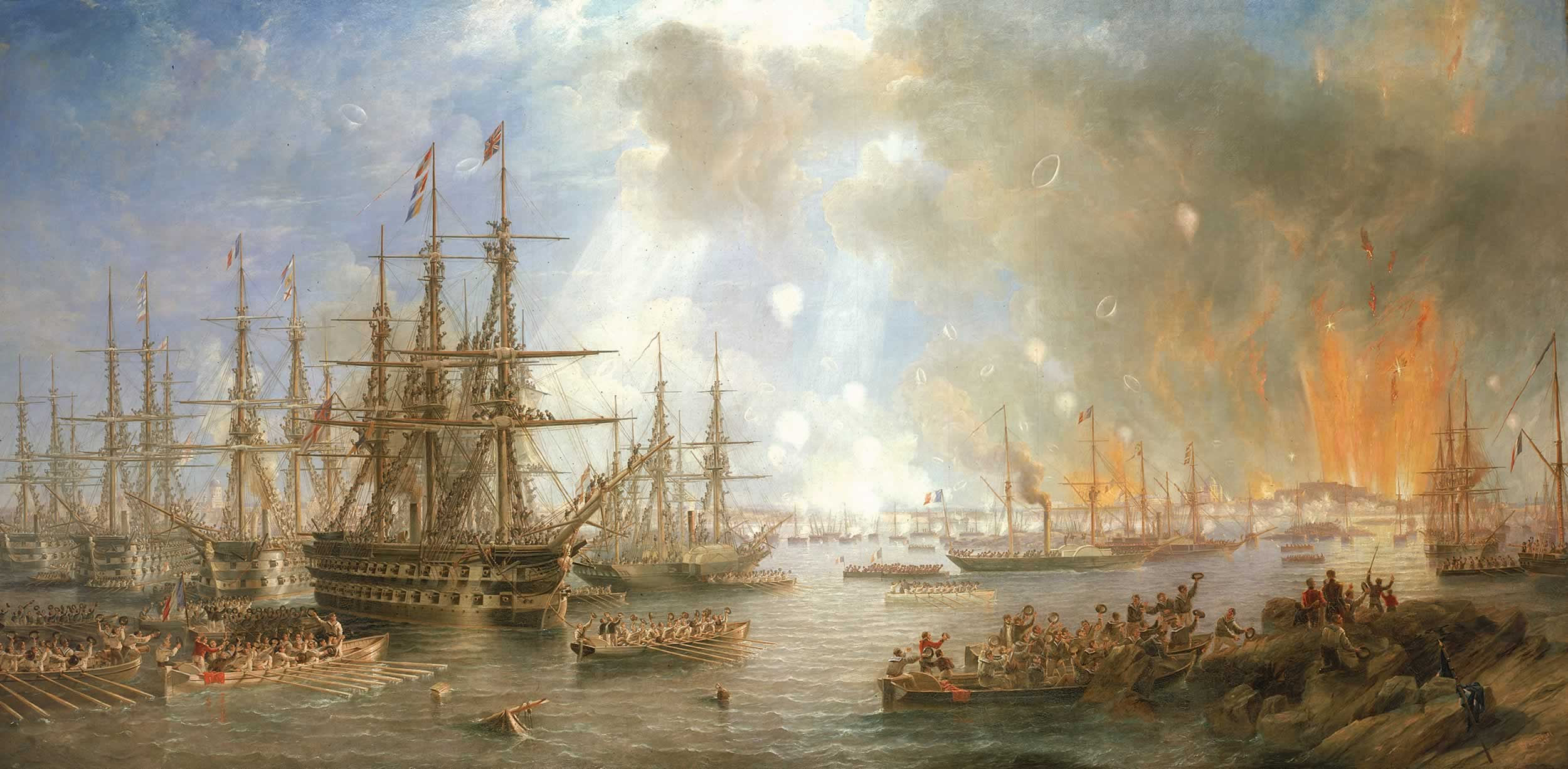
Бомбардировка Свеаборга 9 августа 1855 года. Худ. Джон Кармайкл

В 1809 году Финляндия перешла к Российской империи в качестве великого княжества (Фридрихсгамский мирный договор) и Свеаборг попал под контроль армии Российской империи, однако сохранив прежнее название. В крепости в 1811 году в семье военного лекаря Белинского родился знаменитый впоследствии критик. В 1826—1827 годах в крепостной тюрьме содержался декабрист Михаил Лунин.
1 июля 1835 года комендантом крепости стал генерал-майор Александр Васильевич Яковлев, который «за усердное попечение о вверенных ему нижних чинах и за ревностные заботы о них» неоднократно удостаивался Высочайших благоволений, денежных наград, орденов и благодарностей от командующего отдельным финляндским корпусом генерал-адъютанта графа А. А. Закревского и командующего войсками в Финляндии князя А. С. Меншикова.

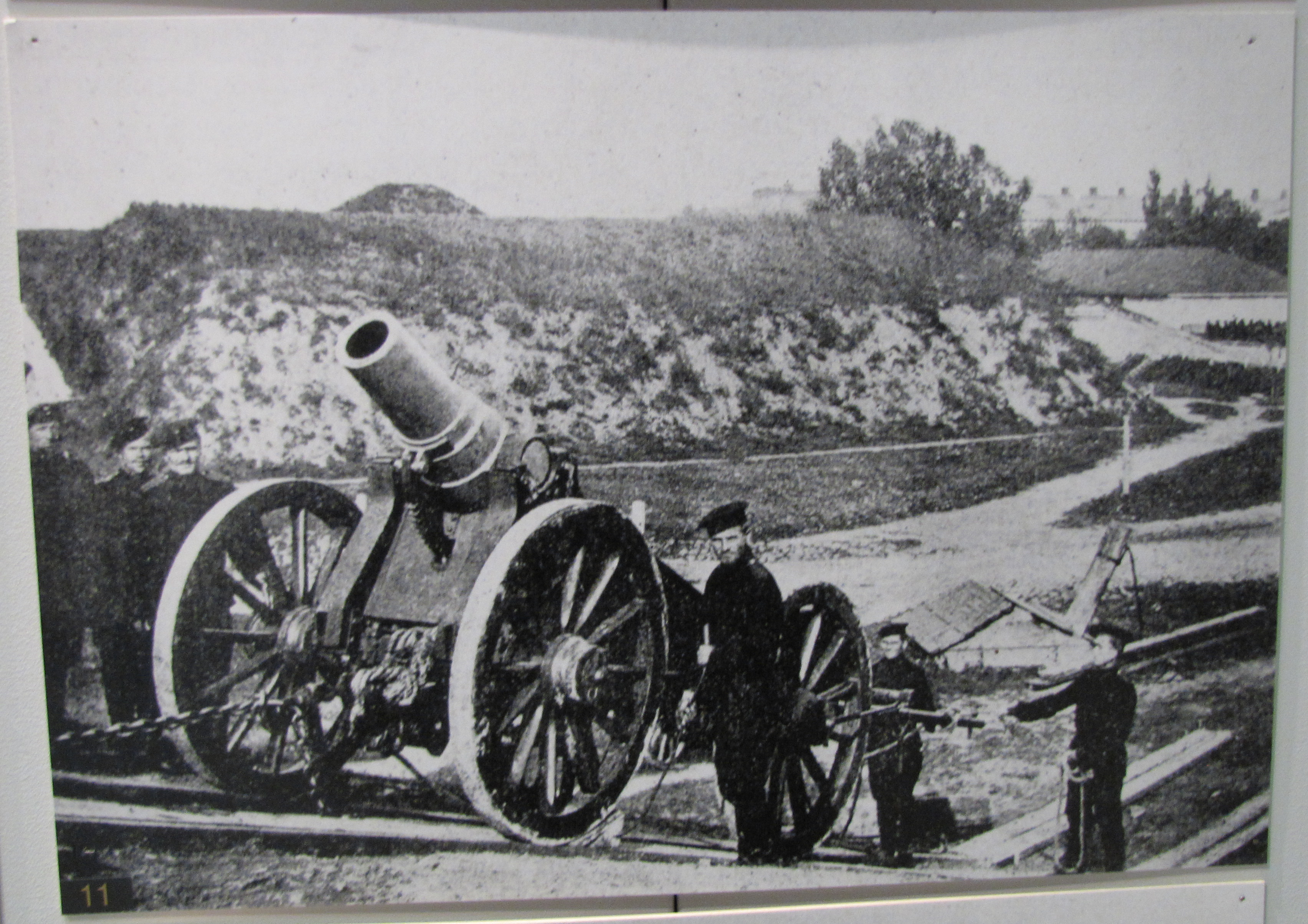
Перевозка на позицию на временных колёсах 9-ти дюймовой (229-мм) береговой мортиры (1870-е—1910-е).

В 1855 году во время Крымской войны Свеаборг подвергся бомбардированию со стороны англо-французского флота. 28 июля (9 августа) 1855 года неприятельский флот, подошедший к Свеаборгу, действовал в составе 10 линейных кораблей, семи парусных фрегатов, семи паровых фрегатов, двух корветов, одного брига, четырёх судов «особой конструкции», 16 бомбардирских судов, 25 канонерских лодок, двух яхт и трех транспортов. 9 августа началась интенсивная бомбардировка. После двухдневного артиллерийского боя эскадра ушла от Свеаборга, потеряв несколько мортирных кораблей и произведя незначительные пожары и разрушения в крепости. Гарнизон крепости потерял убитыми 1 офицера и нижних чинов 44, ранеными 110, штаб-офицеров два, обер-офицеров три, контуженными — штаб-офицеров четыре, обер-офицеров 12, нижних чинов 18. От ран умерло ещё несколько человек. На памятнике погибшим участникам обороне указано, что он поставлен «в память убиенным 63 матросам и солдатам».
После Крымской войны в крепости проведена реконструкция, построены новые укрепления и артиллерийские позиции, установлены более современные орудия.
В начале XX века в Свеаборге было около 1500 жителей, не считая гарнизона. Сообщение с Гельсингфорсом поддерживалось летом маленькими пароходами. В крепости располагались Станция русского военного флота, доки, арсеналы, матросская школа, казармы, цейхгаузы, пороховые погреба, резервуары пресной воды, а также православная церковь (к настоящему времени до неузнаваемости перестроена). В 1906 году в крепости произошло Свеаборгское восстание.
Во время Первой мировой войны в окрестностях Гельсингфорса была построена цепь оборонительных сооружений. Частично она располагалась и на островах. Целью создания крепости было обеспечения безопасности военно-морской базы Балтийского флота Российской империи, защиты Гельсингфорса и защиты подходов к Петрограду от возможного немецкого вторжения.
Старая крепость (где был расположен штаб) уже не была способна обеспечить достаточный уровень защиты, поэтому главный оборонительный рубеж был вынесен далеко за пределы границ старой крепости. Новые батареи береговой артиллерии были построены на отдаленных островах, охраняющих Свеаборг с моря, в то время как укреплённые линии, построенные в окрестностях Гельсингфорса, должны были остановить любые попытки нападения на суше. Крепость Свеаборг была ещё недостроенной в 1917 году, когда из-за Февральской революции большая часть строительных работ остановилась. Какие-то строительные работы всё-таки проводились в течение 1917 года, но после Октябрьской революции строительство остановилось полностью.

### Независимая Финляндия
После провозглашения независимости Финляндии часть укреплений была использована в ходе финской гражданской войны. Во время гражданской войны в Финляндии (лето 1918) в крепости был концлагерь для финских красногвардейцев. Крепость была переименована в Суоменлинна (крепость Финляндии).
Прибрежные укрепления впоследствии перешли к Финляндии и применялись для защиты Хельсинки, а укрепления на суше были в основном брошены и разоружены. В 1937 году в крепости взорвался склад боеприпасов, погибло 12 человек. Артиллерия, находившаяся в крепости использовалась Финляндией до конца Второй мировой войны. Во время войны 1941—1944 годов крепость несколько раз бомбила советская авиация.
С лета 1941 по осень 1944 года на военно-морской базе Суоменлинна базировались немецкие катерные флотилии. В 1941 году прибыла 1-я флотилия. В конце июля 1944 года в Суоменлинну перебазировалась 5-я флотилия (бывшая 11-я флотилия торпедных катеров, сформированная в Заснице в мае 1944 года).
После войны часть островных батарей досталась СССР, однако позже была передана Финляндии. В 1973 году устаревшая крепость была передана гражданским властям. Острова стали одним из районов Хельсинки.

## Карты

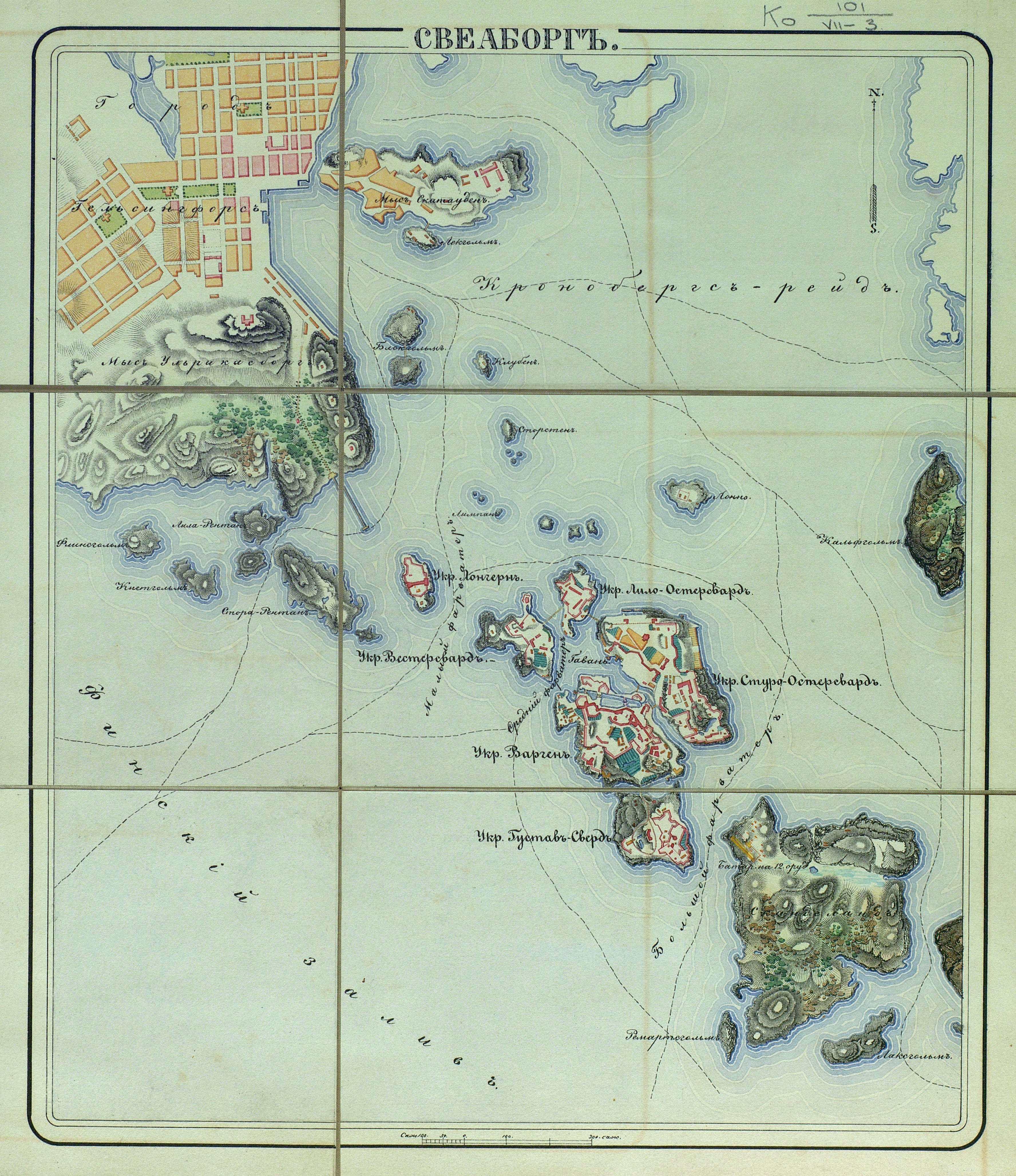
Карта, 1830 год
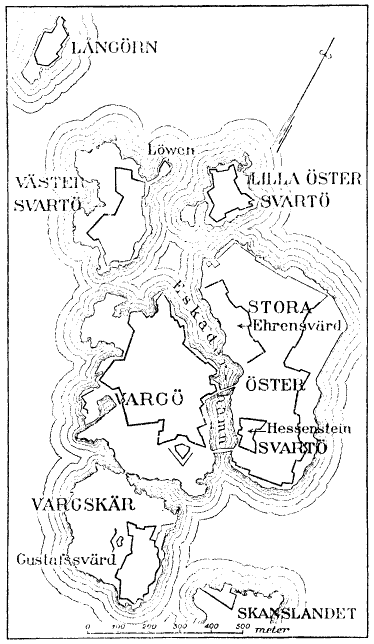
Карта крепости, 1790-е годы
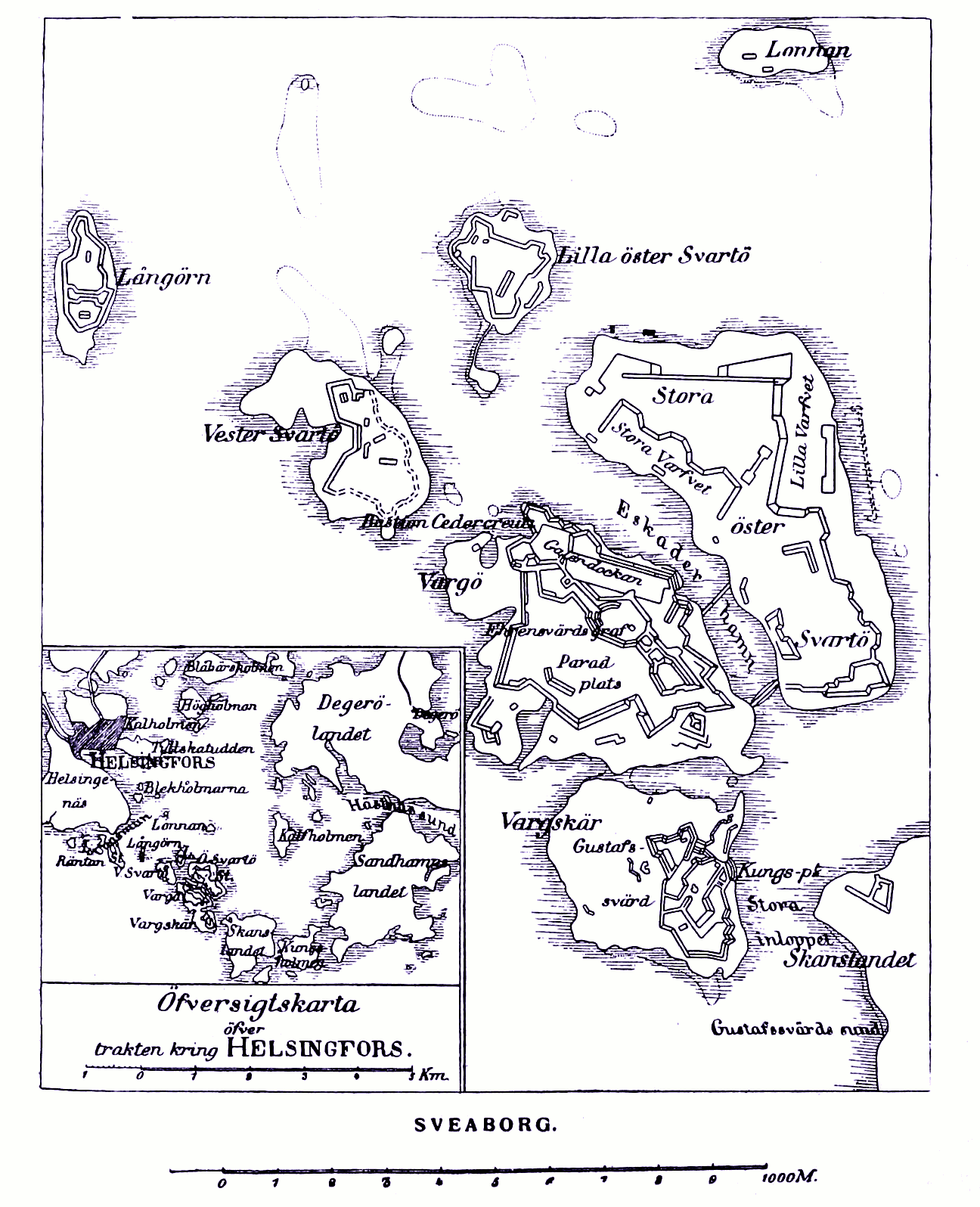
Карта крепости, 1809 год
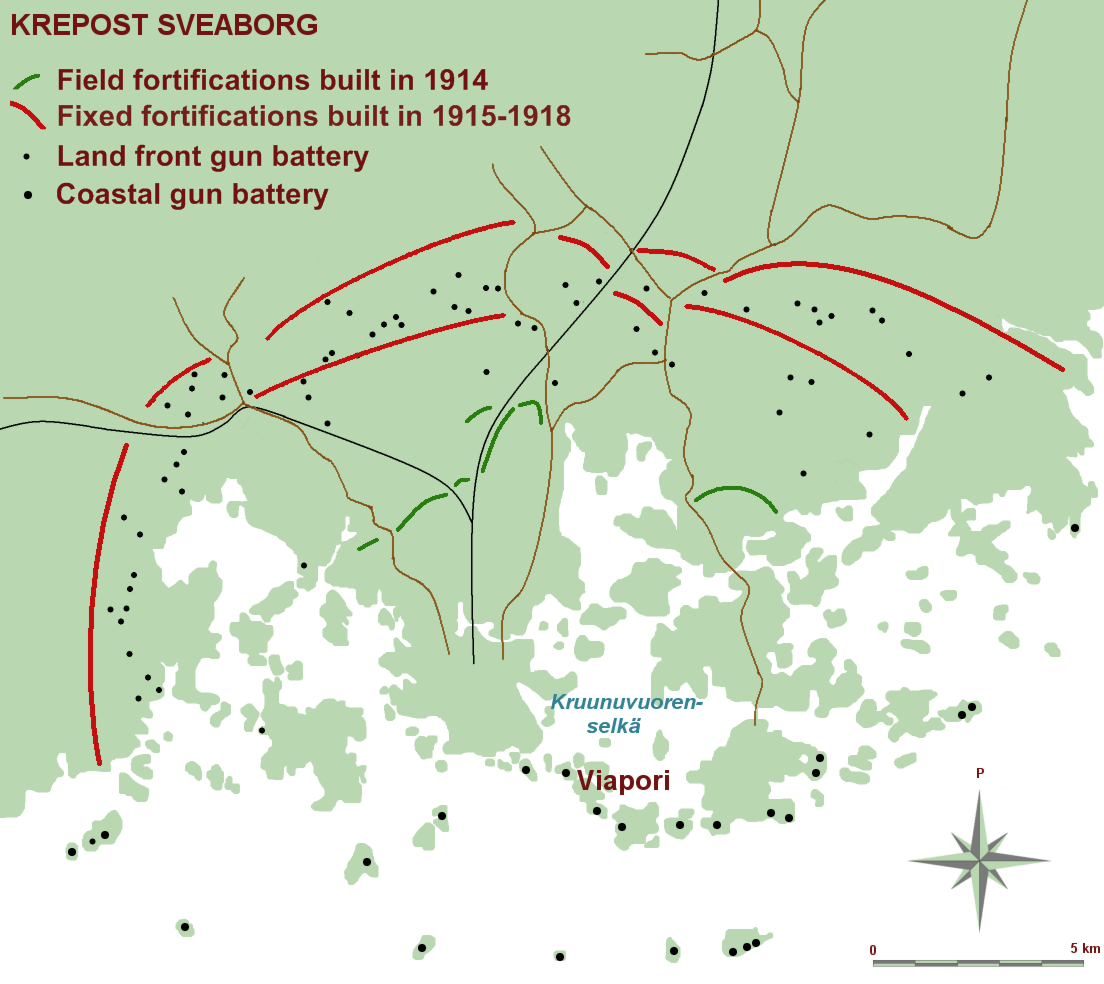
Крепость Свеаборг во время Первой мировой войны

## Достопримечательности
В настоящее время крепость Свеаборг является одной из основных достопримечательностей Хельсинки, она с 1991 года внесена в список всемирного наследия ЮНЕСКО. На островах бывшей крепости располагается несколько музеев, военно-морская академия финского флота и тюрьма облегчённого режима, заключенные которой работают на поддержании крепости в порядке. В составе укреплений — многочисленная артиллерия времён развития крепости.
Вход в саму крепость свободный, платить надо только при посещении музеев. Экскурсии организуются «Обществом Эренсверда» (фин. Ehrensvärd-seura).
Музеи:

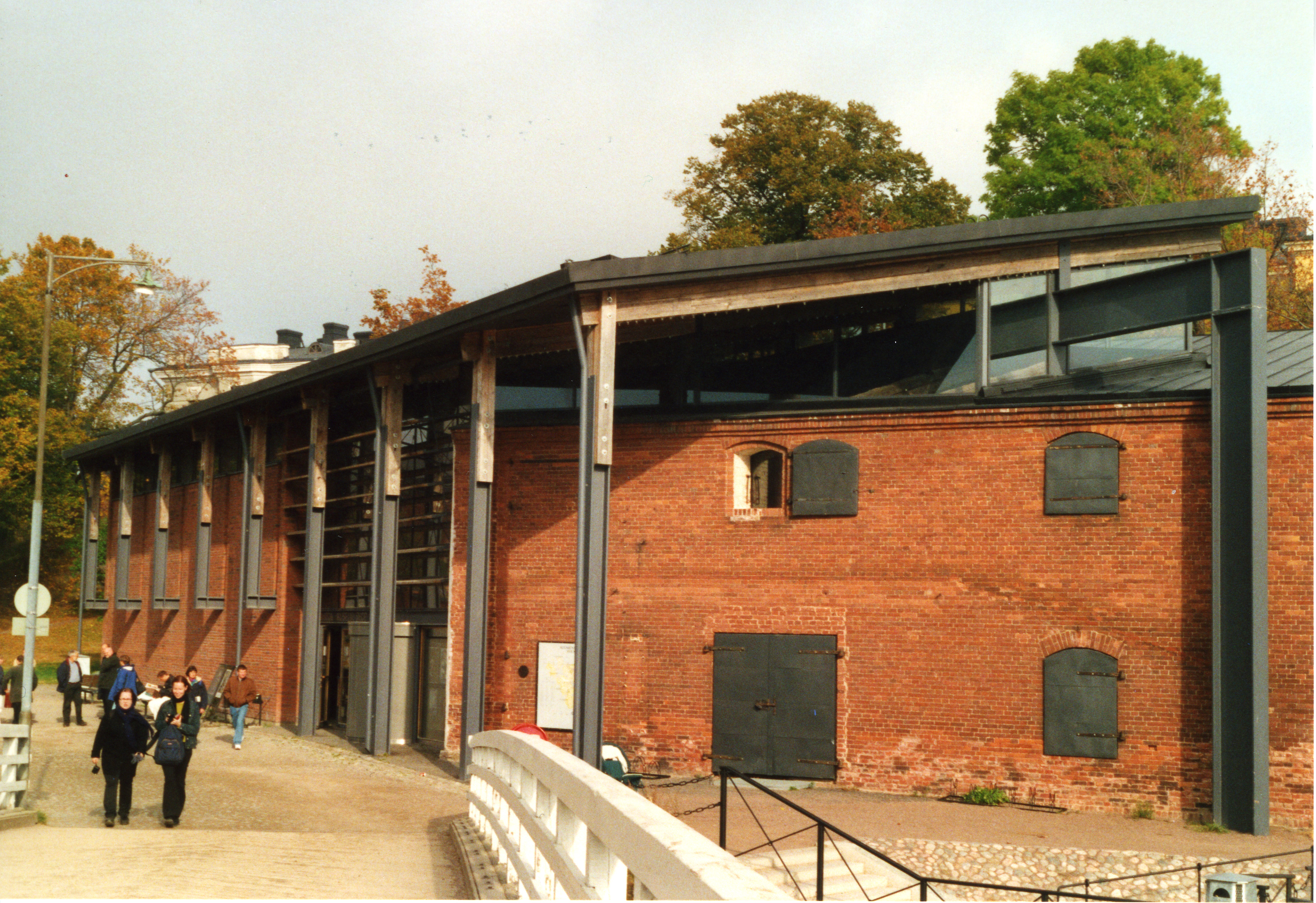
Музей Суоменлинны

- музей Суоменлинны (фин. Suomenlinna-museo). В музее находятся уникальные экземпляры артиллерии времен Российской Империи — сохранились 6-дюймовая осадная пушка образца 1904 года и другие орудия.
- музей Эренсверда (фин. Ehrensvärd-museo)
- музей игрушки в Суоменлинне (фин. Suomenlinnan Lelumuseo)[13]
- военный музей Манеж (фин. Sotamuseon Maneesi) — музей советско-финской и Второй мировой войн.
- подводная лодка «Весикко»
- таможенный музей (фин. Tullimuseo). Вход бесплатный.

На территории крепости на острове Исо-Мустасаари работает хостел Hostel Suomenlinna.
В 1987 году в крепости была установлена мемориальная доска в честь рождения здесь В. Г. Белинского. На ней по-фински, по-шведски и по-русски написано: «Здесь родился 30 мая 1811 года Виссарион Белинский — известный русский гуманист, литературный критик и исследователь».
С 2016 года стали доступными для туризма два острова с остатками военных укреплений — Валлисаари (Александровский) и Кунинкаансаари.

## Тюрьма

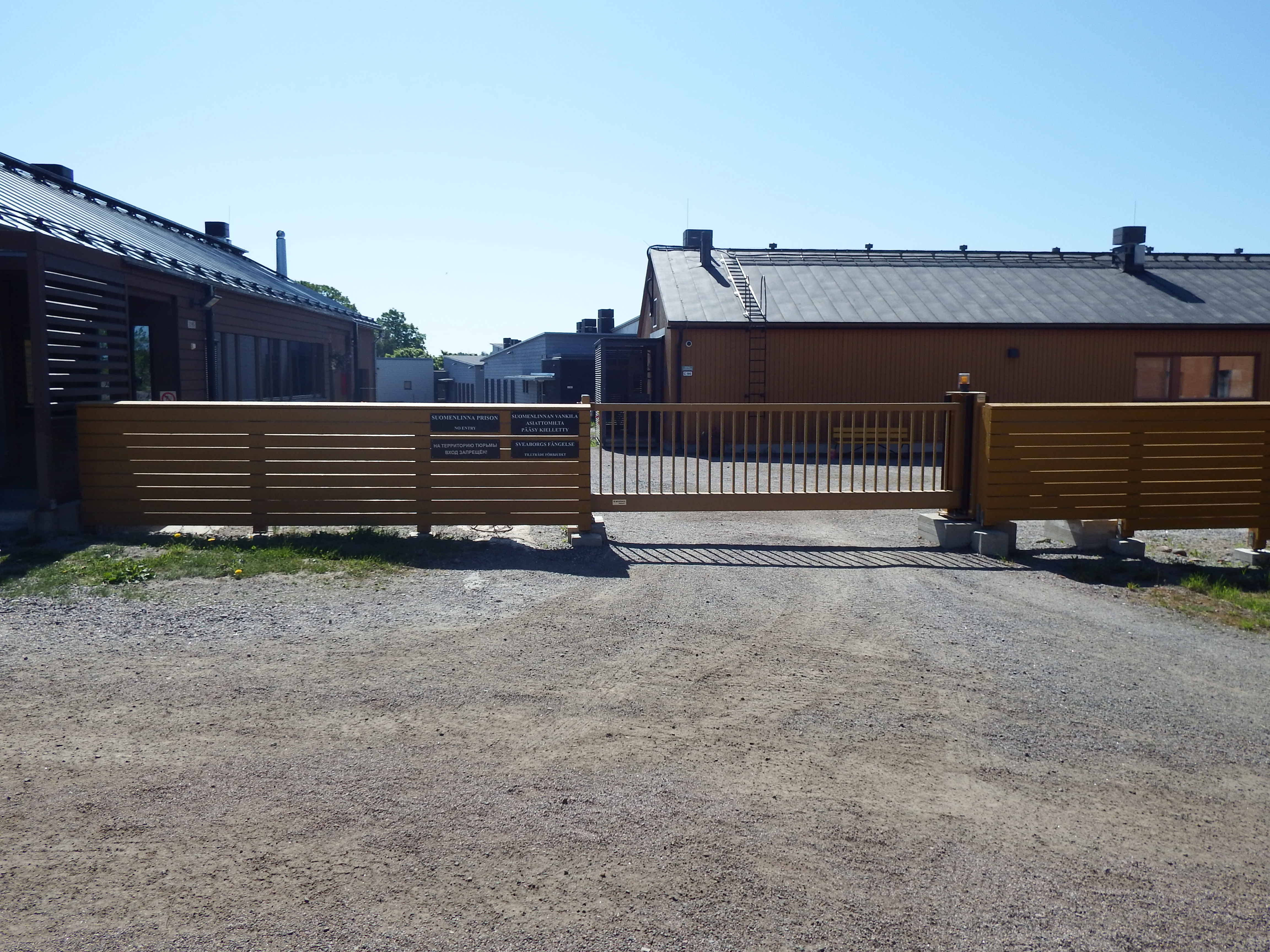
Тюрьма в Суоменлинне

На главном острове Суоменлинны находится мужская тюрьма, одна из 13 тюрем Финляндии, действующая по принципу «открытой тюрьмы» (российский аналог — «колония-поселение»). Здесь отбывают наказание осуждённые за преступления разного рода, кроме сексуальных. Основной задачей тюрьмы является подготовка заключённых к жизни после освобождения. Заключённые работают как на острове, так и в самом Хельсинки, получая зарплату и оплачивая из неё своё содержание.

## Транспорт

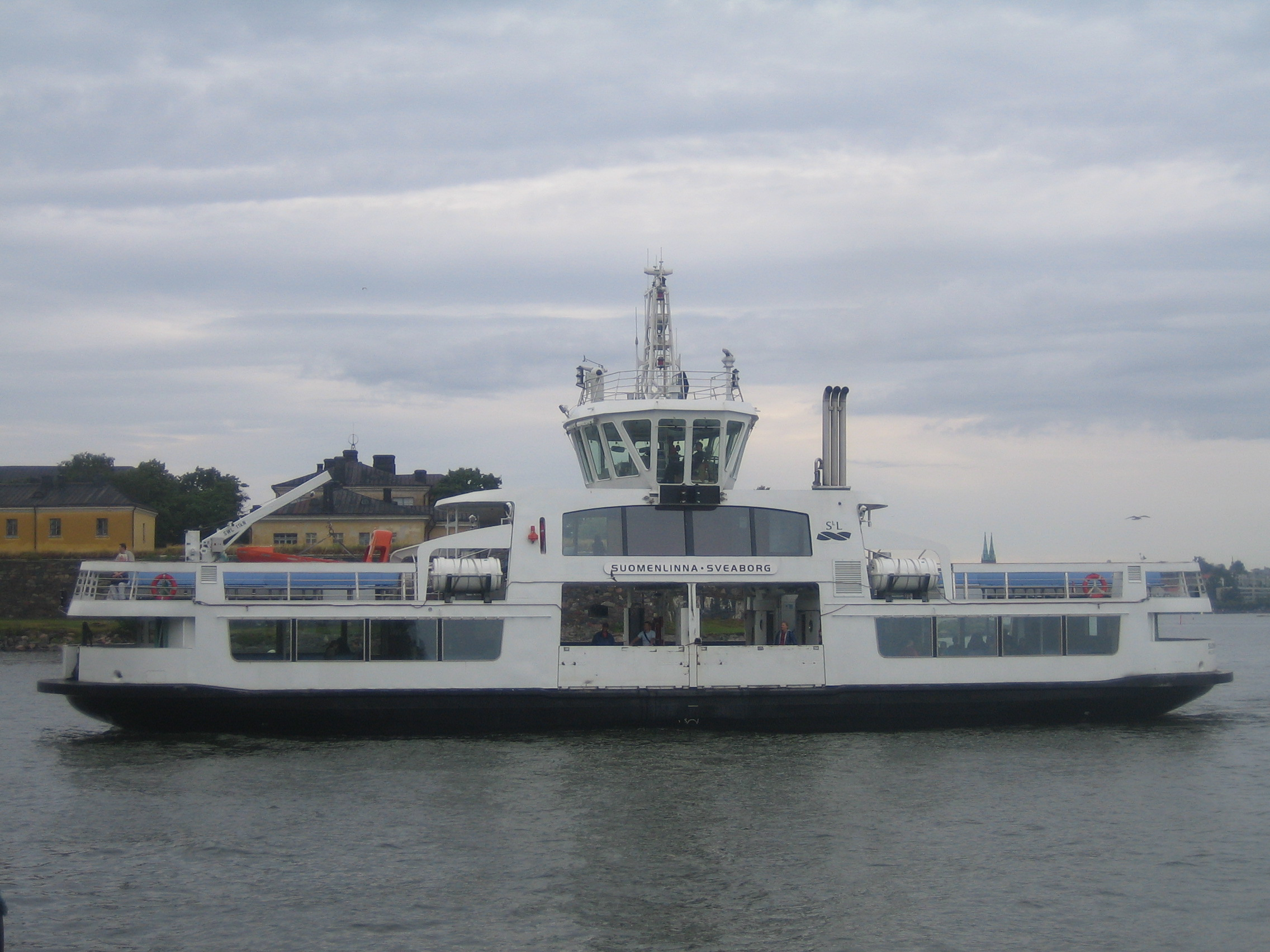
Паром Suomenlinna II
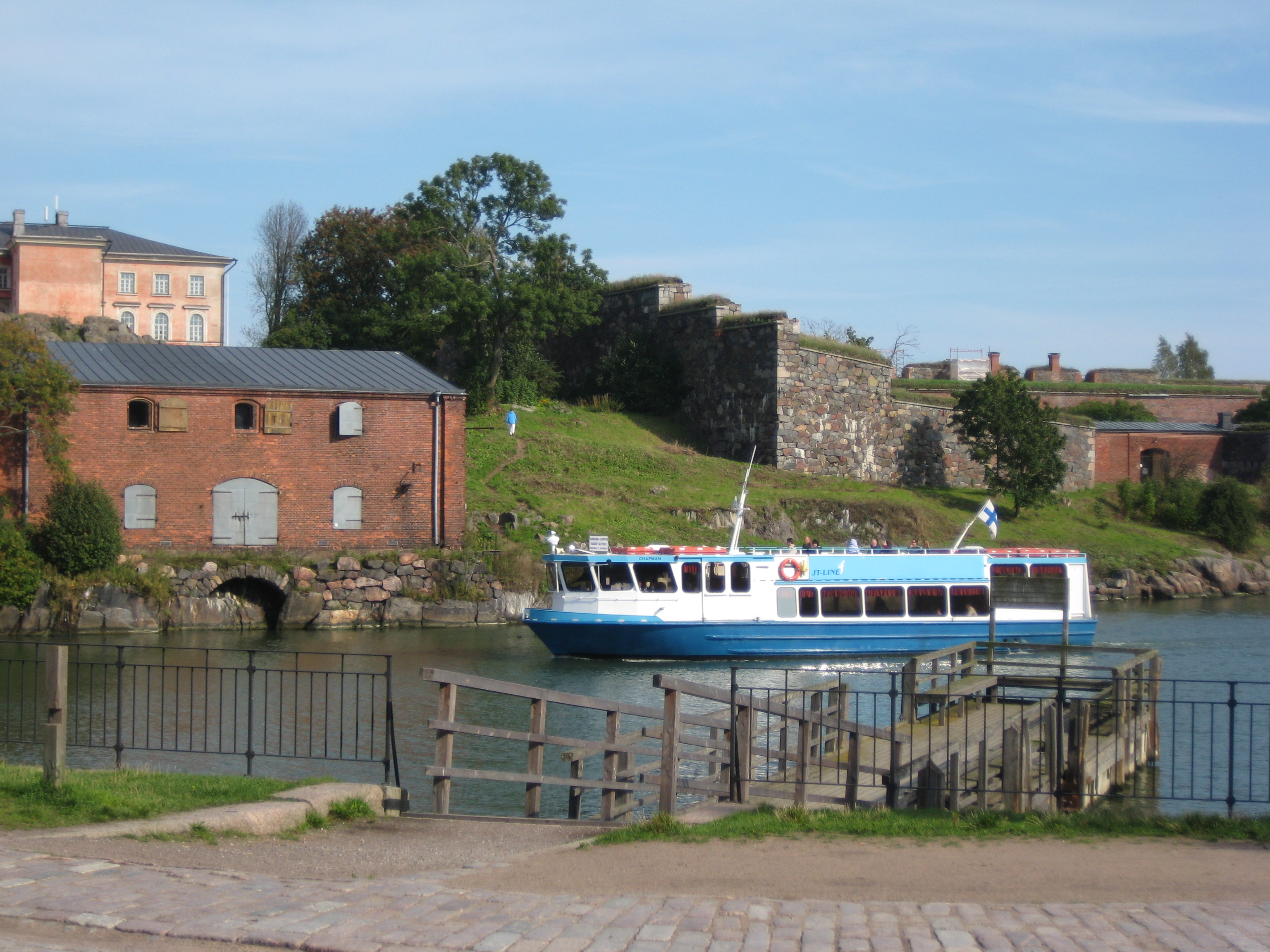
«Водный автобус» JT-Line
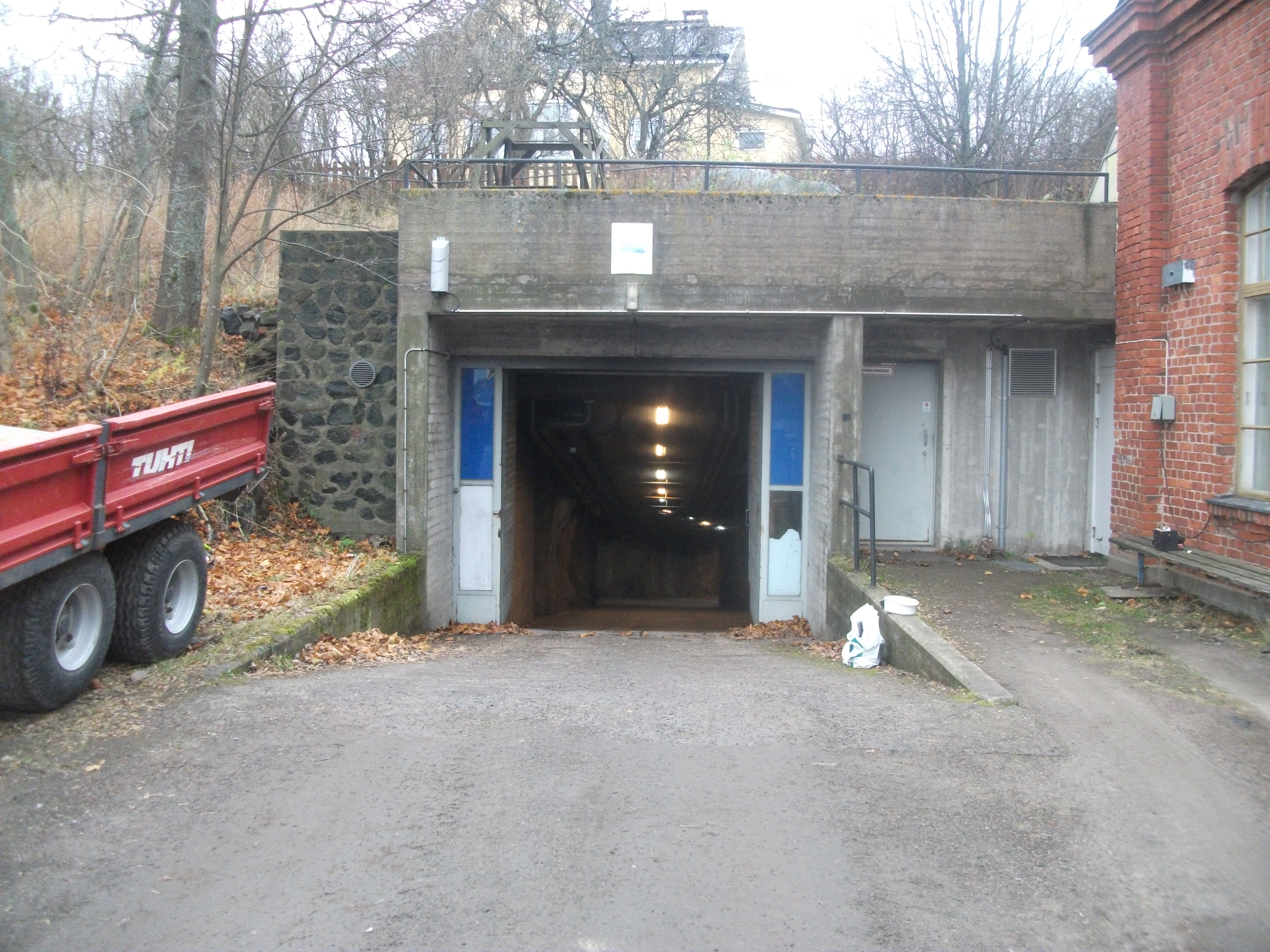
Туннель Суоменлинна, въезд со стороны острова

Паромы между Хельсинки и Суоменлинной входят в службу городского транспорта Хельсинки (HSL осуществляет перевозки совместно с Suomenlinnan Liikenne Oy). Паромы отправляются от Рыночной площади (Кауппатори) с 6 утра до 2:20 ночи с интервалами от 20 минут до одного часа. Время в пути — 15 минут.
Летом с соседнего пирса отходят также «водные автобусы» JT-Line. Билет туда-обратно на май 2015 стоит €7.00. Обладатели «Helsinki card» могут пользоваться паромом и посещать все музеи в крепости бесплатно. Существует также туннель, связывающий остров с основной территорией Хельсинки, но он используется только для экстренных случаев.
Собственную яхту можно припарковать в гостевом порту на острове Сусисаари, но только при наличии свободных мест.

## Галерея

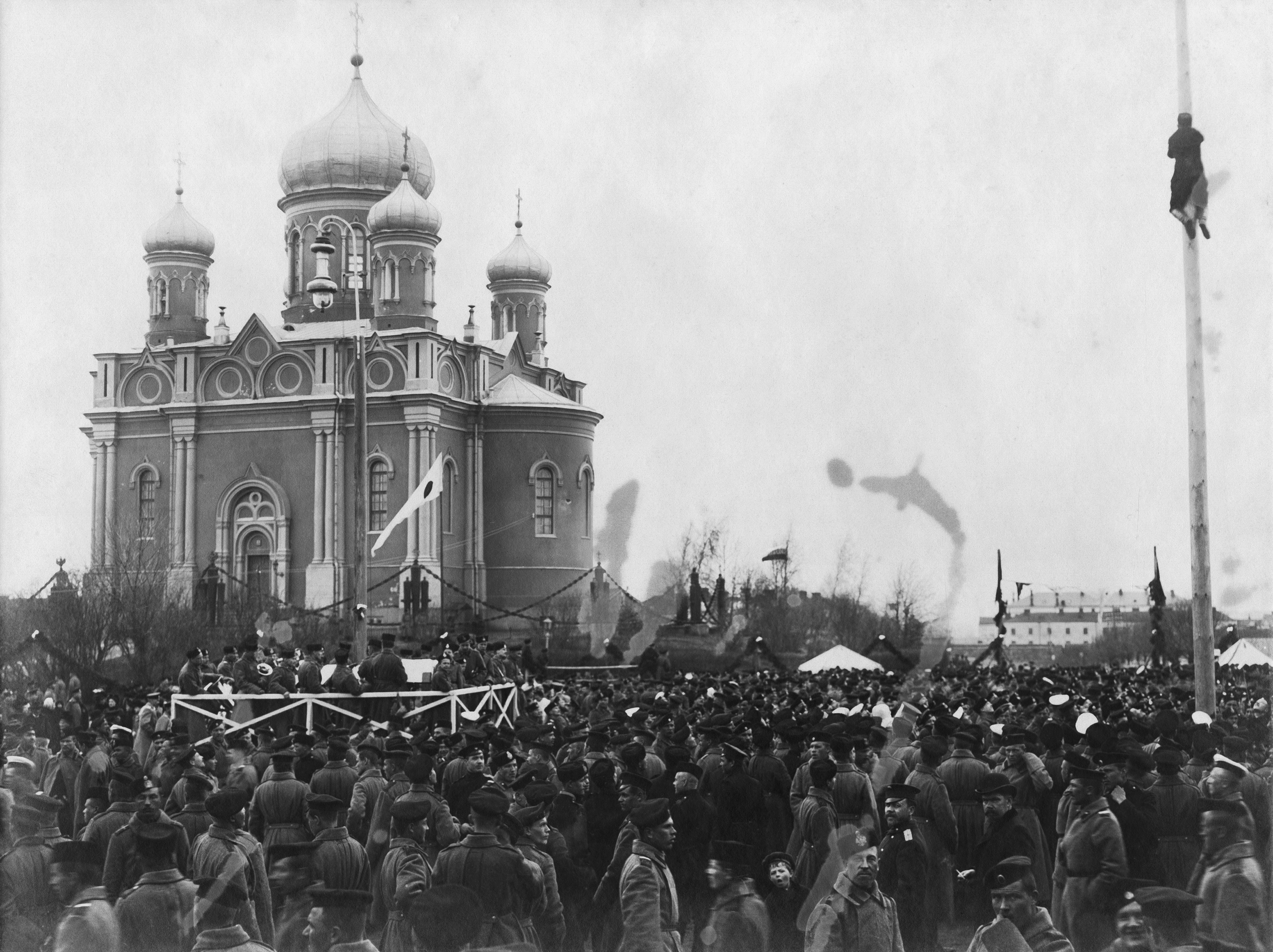
Православная гарнизонная церковь в 1908 году
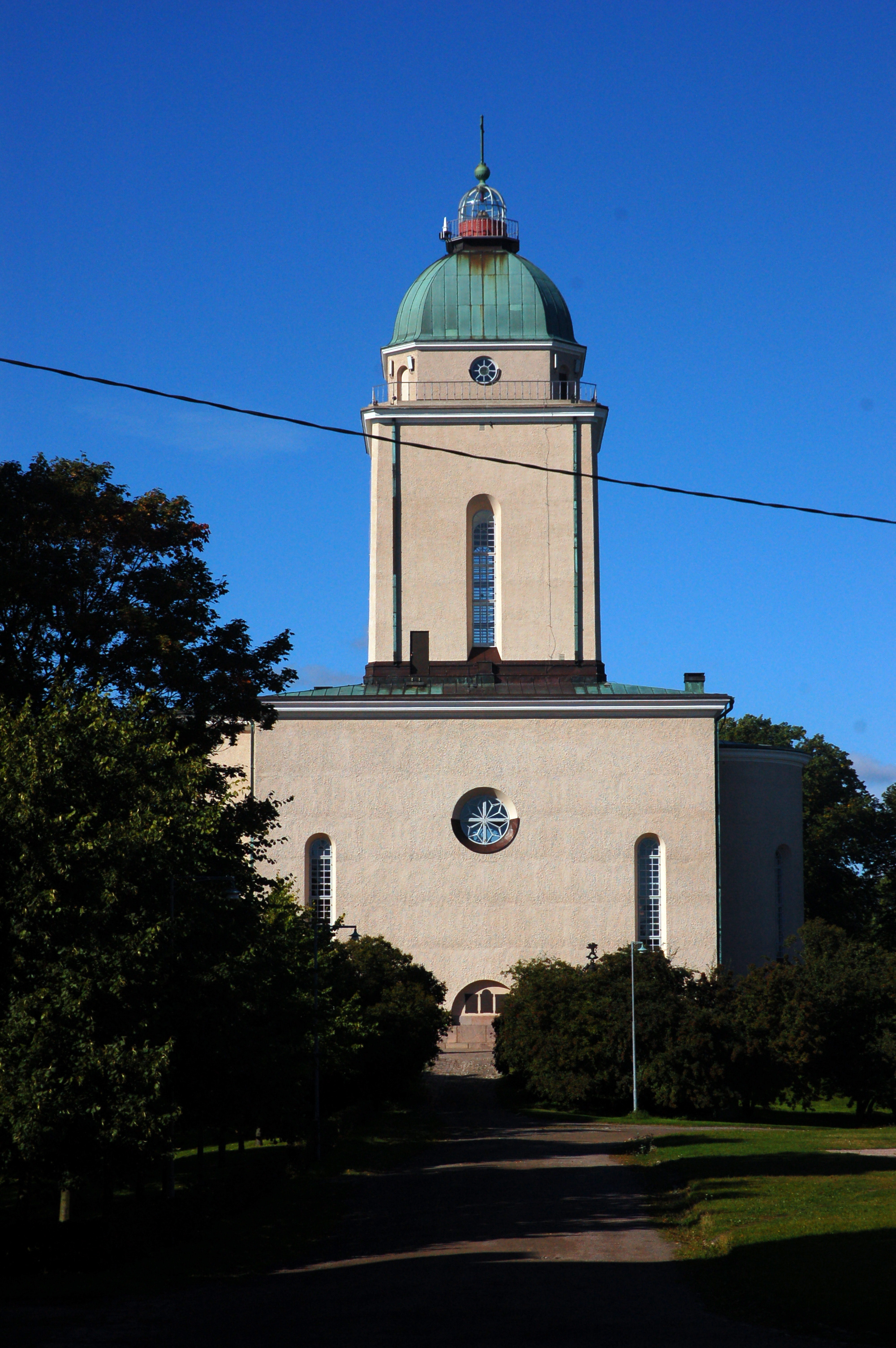
Бывшая православная гарнизонная церковь после перестройки
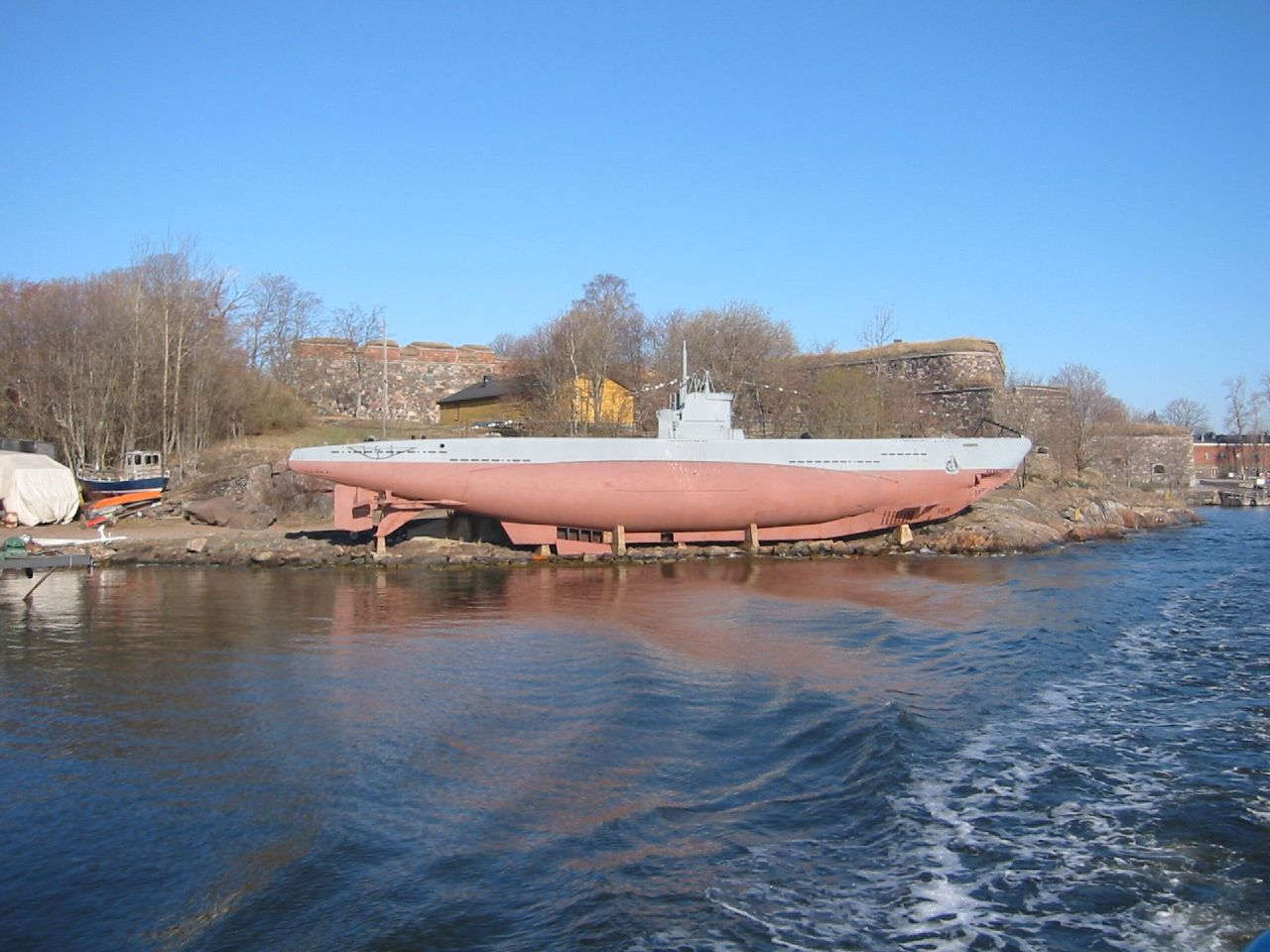
Подводная лодка «Весикко»
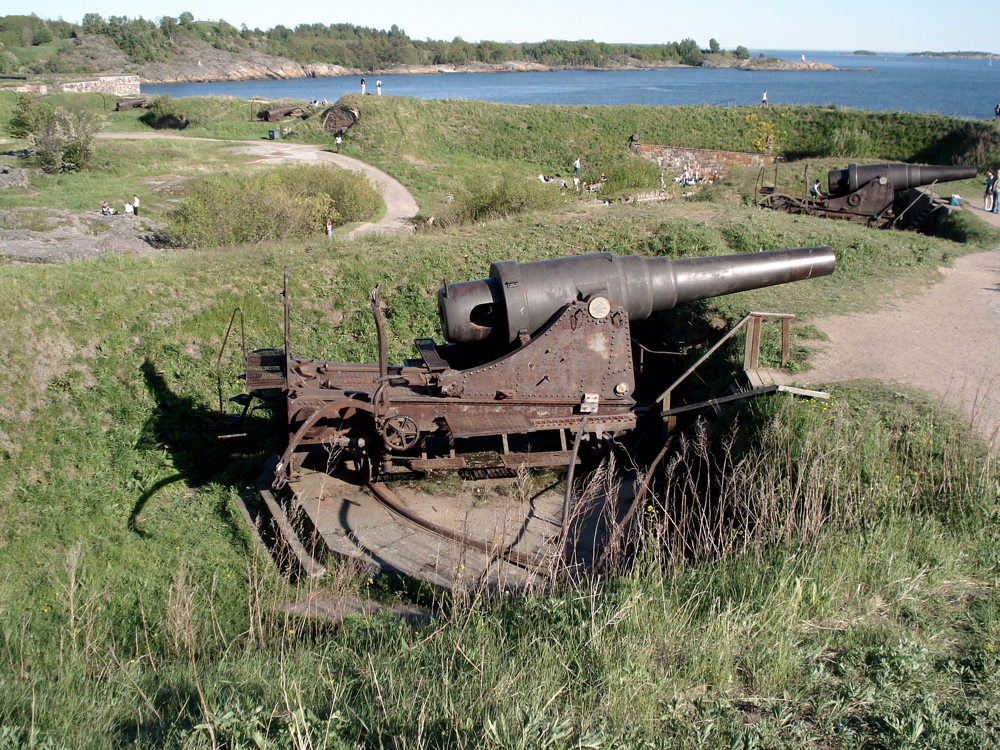
280-мм пушка (11-inch), сделана на Пермском стале-пушечном заводе в 1870 году,
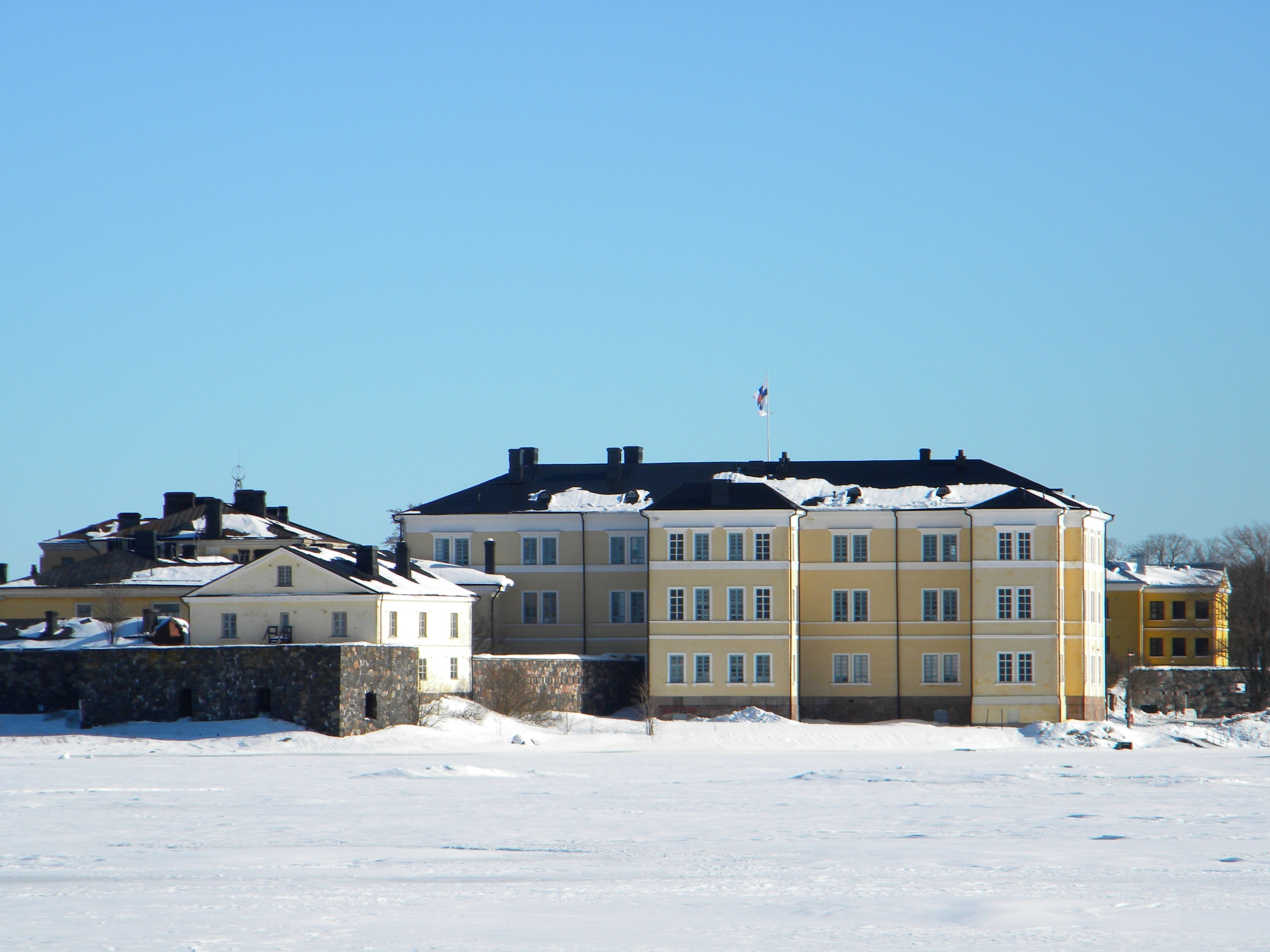
Военно-морская академия Финляндии[фин.] на острове Пикку-Мустасаари